# Guillaume de Birkenfeld-Gelnhausen
Le comte Palatin du Rhin Guillaume de Birkenfeld-Gelnhausen (4 janvier 1701 à Gelnhausen – 25 décembre 1760 à La Haye) est un comte palatin de Zweibrücken-Birkenfeld et un maréchal impérial.

## Biographie
Guillaume est le plus jeune fils du comte Palatin Jean de Birkenfeld-Gelnhausen (1638-1704) de son second mariage avec Esther Marie (1665-1725), fille de Georges Frédéric, Baron Witzleben de Elgersburg.
Guillaume sert à partir de 1729 dans l'armée autrichienne, et est blessé lors de la Bataille de Mollwitz. En 1742, il remporte une victoire contre le général français Bouffleur et conduit les français à partir de Tein. En 1743, il devient général de la cavalerie de l'armée néerlandaise. En 1754, il accompagne l'Empereur François Ier à son couronnement à Francfort. Dans la même année, il devient maréchal impérial. En 1757, il est nommé gouverneur de Namur.